# 雅各布·费尔德赫伊曾·范赞滕
雅各布·路易斯·费尔德赫伊曾·范赞滕 （荷蘭語：Jacob Louis Veldhuyzen van Zanten，1927年2月5日—1977年3月27日）是荷兰的一名机长和飞行教练。作为荷兰皇家航空（KLM）的首席飞行教练，他经常出现在KLM的广告宣传中。他作为KLM4805班机的机长，在特內里費空難中丧生。

## 生平
雅各布·费尔德赫伊曾·范赞滕出生于荷兰利瑟。他于1950年4月18日开始为荷航担任飞行总监，并于1951年开始担任道格拉斯DC-3的副驾驶。 空难发生时，他有11700个小时的飞行时间（其中1545个小时是在波音747上）。 除了担任常规航空公司飞行员外，他还被提升为波音747的首席飞行教练。 他去世时，他负责为荷航的所有飞行员提供这种飞机的培训，并且是荷航飞行训练部门的负责人。 

## 逝世

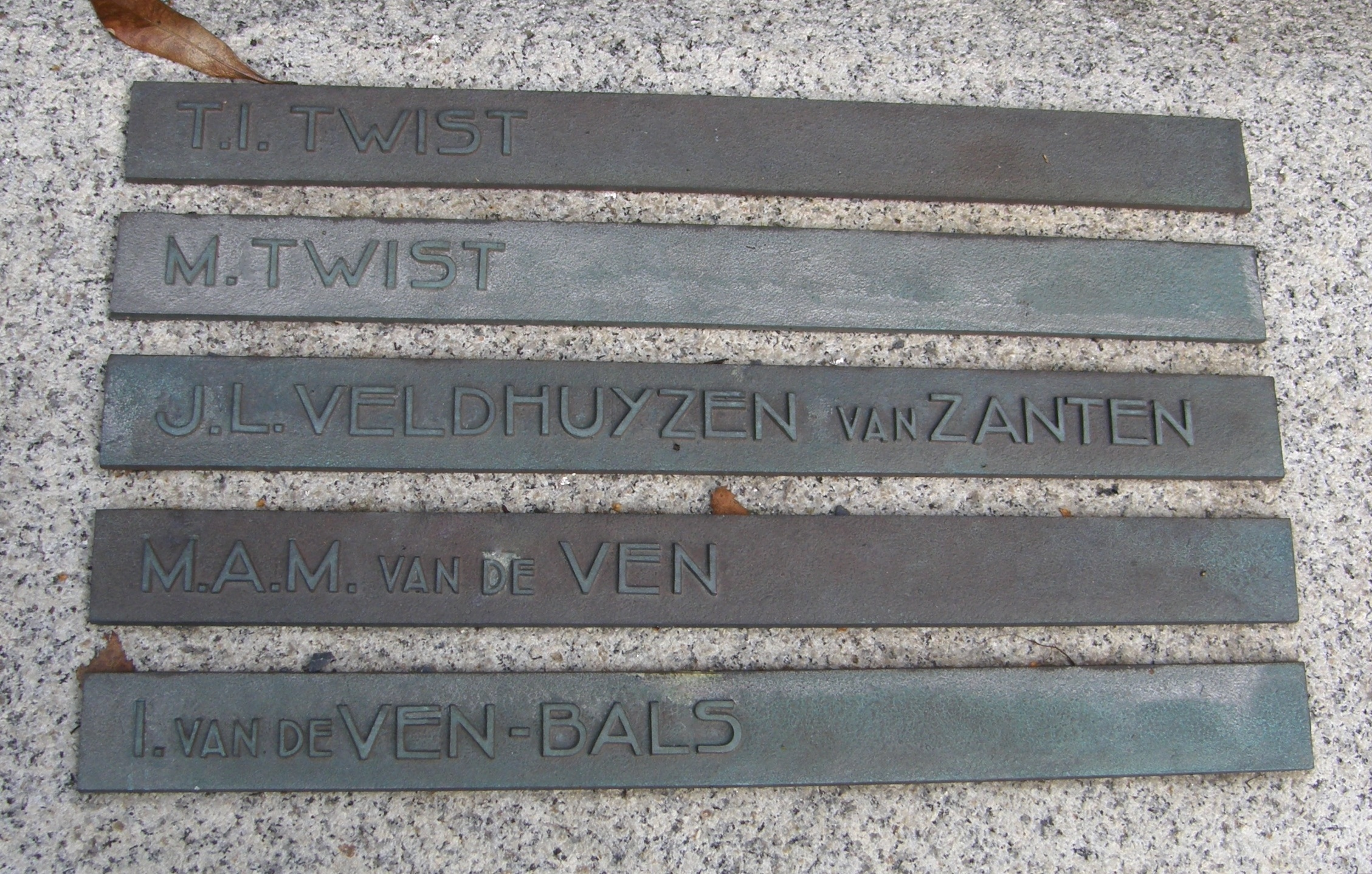
阿姆斯特丹韦斯特哈尔德公墓带有范赞滕的名字的墓碑。

1977年3月27日，两架波音747客机在特内里费島的洛斯罗德奥斯機場（现称为特內里費北部機場）相撞，事故造成583人死亡，是航空历史上最致命的事故（911事件除外）。荷航4805航班上的248名乘客和机组人员全部遇难，泛美1736航班中的335名乘客遇難，61人幸存。
在大霧彌漫的機場唯一跑道上，费尔德赫伊曾·范赞滕在沒有起飛許可的情況下起飛，撞上了泛美飞机的顶部，该飞机在空中交通管制的指示下在跑道上反方向滑行中。荷航的机组人员已经知道泛美航空在跑道上滑行，但是他们認爲它已经離開了跑道，大霧導致机组無法目視確認。费尔德赫伊曾·范赞滕的行为是被许多其他因素所導致的，包括与空中交通管制的沟通困难（口音和非标准用词）；他错误地认为他已经获得了起飞许可，可事實上他只获得了离场许可，而管制塔台則认为荷航機組仍按照指示在跑道上等待。特内里费岛空难的消息传出后，荷航高管人员嘗試找费尔德赫伊曾·范赞滕领导调查，结果才意识到他卷入了事故。